# Blut und Boden

Logo ministerstva zemědělství (nacistické Německo) a ideologie Blut und Boden

Blut und Boden (česky Krev a půda) odkazuje na ideologii, která se soustřeďuje na etnickou příslušnost založenou na dvou faktorech, původ (krev) a domov (půda). Oslavuje vztah lidí k půdě, kterou obsazují a obdělávají. Klade velký důraz na ctnosti rolnického života. Tato myšlenka byla v mírném kontrastu se zdůrazňováním průmyslového pokroku árijské rasy, který ji odlišoval od ostatních ras.

## Vznik termínu
Tento německý výraz byl poprvé použit ke konci 19. století v traktátech, které byly zastánci rasismu a národního romantismu. Vznikla tak regionalistická literatura se sociální kritikou a byla velice rozšířená před vzestupem nacismu.
Krajní nacionalisté již před nacisty často podporovali venkovský život, protože byl zdravější. Artamanova liga posílala městské děti na venkov pracovat v naději, že budou proměněni ve Wehrbauern (ozbrojení rolníci).
Richard Walther Darré zpopularizoval tuto frázi v době vzniku nacistického Německa. Napsal knihu, která se jmenovala Neuadel aus Blut und Boden (Nová šlechta založena na krvi a půdě), 1930. Navrhovala systematický eugenický program, který se zastával pěstování jako všeléku na všechny problémy sužující stát. Darré byl vlivným členem nacistické strany a významným rasovým teoretikem, který napomáhal straně v získávání podpory u běžných Němců žijících mimo města. Jakmile se dostali k moci, chtěli se nacisté vrátit z měst na venkov. Tento agrární postoj umožnil vymezení se vůči střední vrstvě a šlechtě, prezentoval rolníky jako společenskou vrstvu nadřazenou „mravní bažině“ města.

## Nacistická ideologie

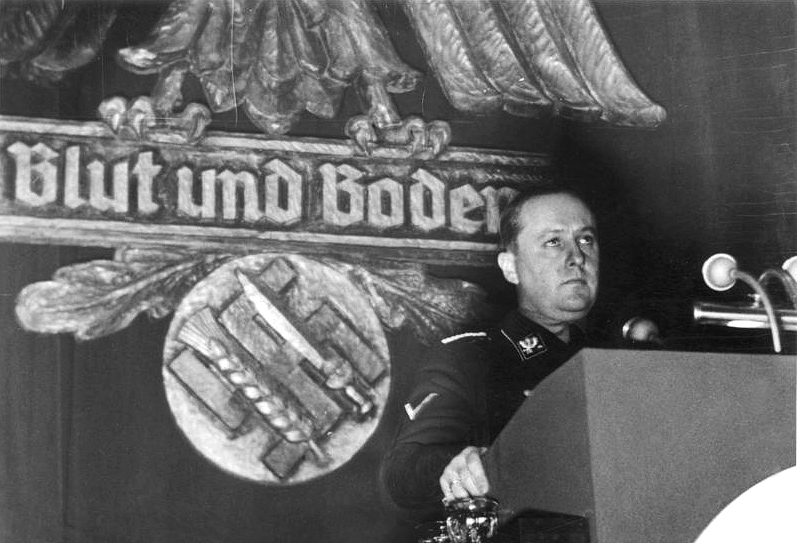
Richard Walther Darré na schůzi zemědělců v Goslaru 13. prosince 1937. Stojí před říšskou orlicí a hákovým křížem s mečem a klasem pšenice s nápisem „Blut und Boden“ („Krev a půda“)

Doktrína nevyžadovala jen přístup „zpátky k půdě“ a znovu přijetí rolnických hodnot; vedla k tomu, že je německá země pravděpodobně mysticky vázána k německé krvi. Rolníci byli nacističtí kulturní hrdinové, kteří dohlíželi na německý rasový stav a německou historii. Upomínkou středověkého selského povstání byla řeč Darrého, který je vychvaloval jako síly a očisty německé historie. To je také vedlo k tomu, aby lépe porozuměli přírodnímu systému. Městská kultura byla odsuzována jako slabost, „asfaltová kultura“, kterou měla zlikvidovat vůle vůdce, často byla akronymem pro židovský vliv.
Přispívala také k nacistickému ideálu ženy: statná venkovanka, která obdělávala zemi a porodila silné děti, byla fyzicky zdatná a opálená z venkovních prací. Takovým ženám se rodilo více dětí než těm, které žily ve městech.
Publikace Neues Volk (Mladí lidé) ukázala demografické tabulky, aby odsoudila zničení zemědělské půdy velkorysých árijských rodin, a jak Židé vymýtili tradiční německé rolnictvo. Plakáty pro školy zobrazovaly a ostře odsuzovaly přesun lidí z venkova do města. German National Catechism byl pamflet často používaný ve školách, který také vylíčil, jak rolníci ztratili zděděné půdy a museli se přestěhovat do měst.
Jak si Žid podmanil národy?
Penězi. Půjčil jim peníze a nechal si je vracet s úroky. Tisíce a tisíce Němců byly zuboženy Židy a sníženy k chudobě. Rolníci, jejichž půda patřila rodině více než 100 let, museli pozemek opustit, protože nemohli zaplatit úrok.
Co se těmto rolníkům stalo?

Museli se přestěhovat do měst. Byli odtrženi od země, ke které patřili; byli připraveni o práci, která jim dávala životní cíl a smysl; stali se oběťmi chudoby a utrpení. Jejich duše byly zdrcené, přijali židovské doktríny, které popíraly vlast a byly proti všemu nacionalistickému. Jejich síla a schopnost zmizela. Žid tak dosáhl svého cíle.

## Nacistická realizace
Programu se dostalo daleko více ideologické a propagandistické podpory než skutečné realizace. Když se Gottfried Feder pokusil umístit pracovníky ve vesnicích u decentralizovaných továren, generálové a junkeři mu úspěšně oponovali. Generálové protestovali, protože to bylo v rozporu s přezbrojením a junkeři, protože by to bránilo jejich využívání majetku pro mezinárodní trh. Také by to obnášelo rozdělení pozemků junkerů mezi samostatné rolníky, což nebylo provedeno.
Reichserbhofgesetz, Zákon o dědičných dvorech 1933, zavedl ideologii, která uváděla, že cílem bylo: „zachovat zemědělskou komunitu jako zdroj krve německého národa“ (Das Bauerntum als Blutquelle des deutschen Volkes erhalten). Vybrané půdy byly prohlášeny za dědičné, byly předávány z otce na nejstaršího syna. Nemohly být zastaveny nebo zcizeny a pouze tito sedláci se mohli nazývat Bauern nebo „zemědělští rolníci“, což byl pojem, který se nacisté pokoušeli renovovat z neutrálního nebo dokonce hanlivého na pozitivní výraz. Byly také považovány za nejlepší místo k výchově pěchoty, protože rolníci a vlastníci půdy byli v organickém souladu na rozdíl od chaosu v průmyslových městech. Tento zákon Židům nedovoloval farmaření: „Jen ti, kteří jsou německé krve, mohou být zemědělci.“
Tento koncept byl hlavním faktorem při požadavku jednoleté pozemkové služby pro členy Hitlerjugend a Svazu německých dívek. Toto období povinné služby bylo požadováno po dokončení základního vzdělávání, před tím než studenti mohli začít další studium nebo nastoupit do práce. Ačkoli práce na statku nebyla jedinou schválenou formou povinné služby, byla tou nejběžnější. Cílem bylo přivést mladé lidi zpátky z měst v naději, že zůstanou na venkově. V roce 1942 bylo posláno 600 000 chlapců a 1,4 milionu dívek na pomoc při sklizni.

## Lebensraum

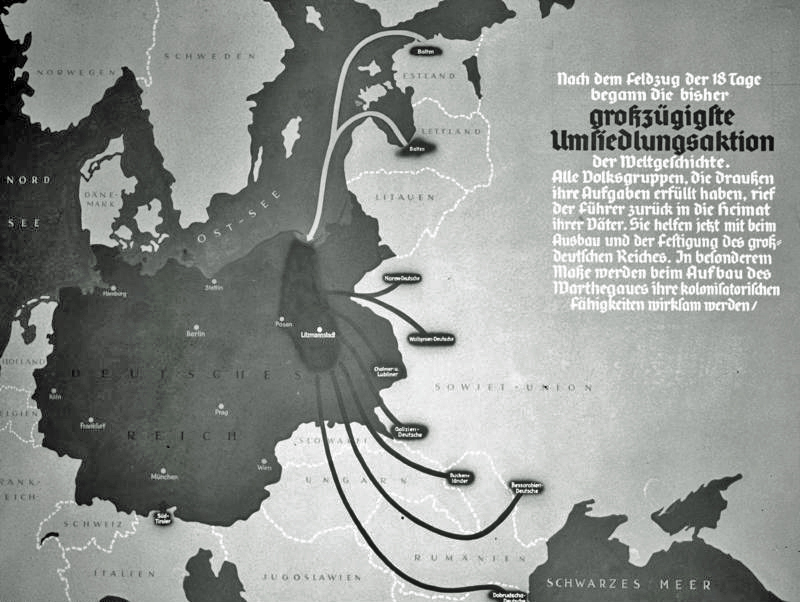
Původ německých kolonizátorů v zabraných územích Polska. Akce "Heim ins Reich"

Krev a půda byla jedním ze základů koncepce Lebensraum, „životní prostor“. Rozšiřováním se na východ a transformováním těchto zemí na obilnice by další blokáda jako první světová válka nezpůsobila masivní nedostatek potravin. Dokonce Alfred Rosenberg, který nebyl nepřítelem Slovanů jako takových, považoval jejich vystěhování ze země, kde žili Němci, za nutné kvůli jednotě krve a půdy. Mein Kampf předepsal neměnný cíl zahraniční politiky, kterým je nutnost získat zemi a půdu pro německý národ.
Během diskuze na otázku Lebensraum na východě si Hitler představoval ukrajinské obilnice a projevil nepřátelství k ruským městům jako semeništím Rusů a komunistů, kteří zde Němcům zakazovali žít a prohlašovali, že je zničí ve válce. Dokonce během samotné války vydal Hitler rozkaz, že má být Leningrad srovnán se zemí bez ohledu na obyvatelstvo. Požadoval, aby průmysl v těchto regionech skončil. Wehrbauer („ozbrojení rolníci“), kteří se tam usadili, se neměli ženit s městskými paničkami, ale s venkovskými ženami, které nežily ve městech. Tím mimo jiné podporovali vznik velkých rodin.
Navíc tato země „neústupných rolnických ras“ měla sloužit jako opevnění proti případnému útoku z Asie.

## Jak krev a půda ovlivnila umění

### Beletrie
Před nacistickým převratem byly populární dva žánry, a to Heimat-Roman, neboli regionální román, a Schollen-Roman, neboli román půdy, který je známý jako Blut-und-Boden. Tato literatura se výrazně rozšířila. Výraz byl zkrácený na slogan „Blu-Bo“ a dal vzniknout jakémusi mysticismu jednoty. Také byla kombinována s válečnou literaturou a s postavou ozbrojeného rolníka, který byl nezasažený městem. Tyto knihy byly obvykle zasazeny do minulosti, ale plynutí ročních období jim dodávalo nadčasovost. Romány „Krev a půda“ a divadlo oslavovaly zemědělský život a lidskou plodnost. Často je mysticky propojovaly.
Jedním z antisemitských výmyslů v dětské knížce Der Giftpilz bylo tvrzení, že Talmud popisoval zemědělství jako nejobyčejnější povolání. Obsahoval také příběh, kdy židovský finančník nutil Němce, aby své hospodářství prodal. Vše viděl kluk ze sousedství, který se rozhodl, že nikdy nepustí Žida do svého domu. Otec ho za to chválil, protože si rolníci musí pamatovat, že Židé jim vždy budou chtít vzít jejich půdu.

### Výtvarné umění
Během nacistického období v Německu byla jednou z výhrad proti určitým uměleckým pracím ta, že „umění nesmí být izolováno od půdy a krve“. Nesplnění této formy vedlo k zaškatulkování do kategorie "zvrhlého umění", k zavrhovaným kusům. V nacistickém Německu krajinomalba i portréty odrážely ideologii krve a půdy. Některé nacistické výstavy byly přímo pojmenovány „Krev a půda“. Umělci často pojmenovávali své nepolitické obrazy jako „Německá země“ nebo „Německý dub“. V malování byly venkovské motivy velmi favorizovány. Krajinomalby byly nejvíce vystavovány na velkoněmeckých uměleckých výstavách. Podle německých romantických tradic měla být kresba podle skutečné krajiny, Lebensraum německého obyvatelstva, bez náboženských podtextů. Velmi populárními předlohami byli rolníci, kteří reprezentovali jednoduchý život v harmonii s přírodou. Toto umění neprezentovalo žádnou známku mechanizace zemědělské práce. Zemědělec pracoval rukama s úsilím a snahou.
Přijetí tohoto umění v rolnické rodině bylo také považováno za důležitý prvek.

### Film
Filmy žánru „krve a půdy“ zdůrazňovaly sepjatost Německa a přírodní krajiny. Ve filmu Die goldene Stadt utíká hrdinka do města hledat svou lásku, kde otěhotní, aby byla následně opuštěna. Nakonec se utopí a svými posledními slovy prosí otce za odpuštění, že nemilovala venkov jako on. Dokumentární film Ewiger Wald („Věčný les“) vyobrazil les jako dějiště historických zvratů i Němce s ním spjaté svými kořeny; vylíčil les chránící starověké Germány, Arminia a středověký řád německých rytířů, les čelící rolnickým válkám, rozsekaný válkou a průmyslem, pokořený okupací černých vojáků (v rámci francouzské armády). Vše nakonec vyústilo v novopohanské prvomájové oslavy. Ve filmu Die Reise nach Tilsit („Cesta do Tylže“) je polská svůdkyně typickým produktem „asfaltové kultury“, zatímco ctnostná německá manželka je obyvatelkou v tradičním kroji.